# Église Notre-Dame-du-Rosaire de Tunis
L'église Notre-Dame-du-Rosaire de Tunis (arabe : كنيسة نوتردام دو روزار بتونس), située dans le faubourg sud de la médina de Tunis près de Bab Jedid, est une ancienne église catholique construite en 1896 pendant le protectorat français. Cédée au gouvernement tunisien en 1964, elle est reconvertie en centre culturel avant d'être désaffectée.

## Premiers édifices
La construction de deux chapelles dans les quartiers populaires européens est décidée par Mgr Charles Lavigerie le 15 décembre 1882. Il s'agit de la chapelle San Paolo de Maltesi à destination des Maltais et de la chapelle Santa Lucia dei Siciliani à destination des Italiens. Cette dernière est installée dans un magasin situé au milieu de la rue de la Sebkha qui mène au quartier de Bab El Fellah, où quelques familles maltaises et italiennes ont élu domicile. Inaugurée le 30 juin 1895, elle est bien vite trop petite : 150 personnes s'y entassent chaque dimanche et certains fidèles en sont réduits à devoir suivre les offices depuis la rue.

## Historique de l'église
Un local plus grand est trouvé lorsque l'archevêque de Carthage Mgr Clément Combes achète en 1896, pour la somme de 20 000 francs, le Dar Rachid, annexe du Dar Ben Ayed au numéro 9 de la rue de l'École, qui servait alors de palais de justice. Pour desservir la nouvelle église dédiée à Notre-Dame du Rosaire, il fait appel à la congrégation des Salésiens. Ceux-ci acceptent à la condition d'être totalement indépendants de l'archevêché. Les deux parties étant tombées d'accord, l'église est inaugurée le 6 octobre 1896 ; la paroisse de Notre-Dame du Rosaire est créée la même année.
Les religieux salésiens vont profiter de cette liberté pour développer de nombreuses activités à destination des jeunes fidèles : théâtre, chorale, fanfare avec trente clairons et vingt tambours. Bientôt s'ouvrent des sections sportives de gymnastique, athlétisme et football. L'éducation religieuse n'est pas oubliée puisqu'en 1935 les prêtres estiment à 600 le nombre d'enfants qui suivent les cours de catéchisme.
Toutes ces activités nécessitent de grandes surfaces. Si plusieurs terrains et locaux sont achetés, de multiples travaux tentent d'agrandir l'église. En 1909, « un appartement jusqu'ici très obscur et qui ne pouvait servir pour rien, est devenu un magnifique baptistère où les rayons du soleil matinal se jouent très agréablement à travers les vitraux de la porte nouvelle ». En 1924, on embellit l'intérieur de l'édifice en y ajoutant une coupole, des colonnades et des lustres de cristal.
|      | Baptêmes | Mariages | Sépultures |
| ---- | -------- | -------- | ---------- |
| 1900 | 484      | 99       | 191        |
| 1910 | 775      | 143      | 289        |
| 1920 | 581      | 213      | 233        |
| 1930 | 683      | 173      | 219        |
| 1940 | 532      | 136      | 263        |
| 1950 | 400      | 153      | 165        |
| 1960 | 149      | 90       | 97         |

## Bâtiment après l'indépendance
L'indépendance de la Tunisie en 1956 provoque le départ progressif de beaucoup de familles européennes mais l'affluence reste élevée dans cette église bâtie dans un quartier populaire. Elle est finalement fermée à l'occasion du modus vivendi signé entre le gouvernement tunisien et le Vatican le 10 juillet 1964. Le bâtiment est cédé gratuitement avec l'assurance qu'il ne sera utilisé qu'à des fins d'intérêt public compatibles avec son ancienne destination.
Après quelques années sans affectation, l'édifice est reconverti en école d'art théâtral avant de devenir le centre culturel Hassan-Zmerli. Après l'effondrement du toit, le centre est fermé en attendant que le budget nécessaire aux travaux de restauration soit rassemblé. En 2024, les locaux totalement délaissés sont dans un état qui menace ruine.
Le bâtiment devient monument classé le 31 août 1999.

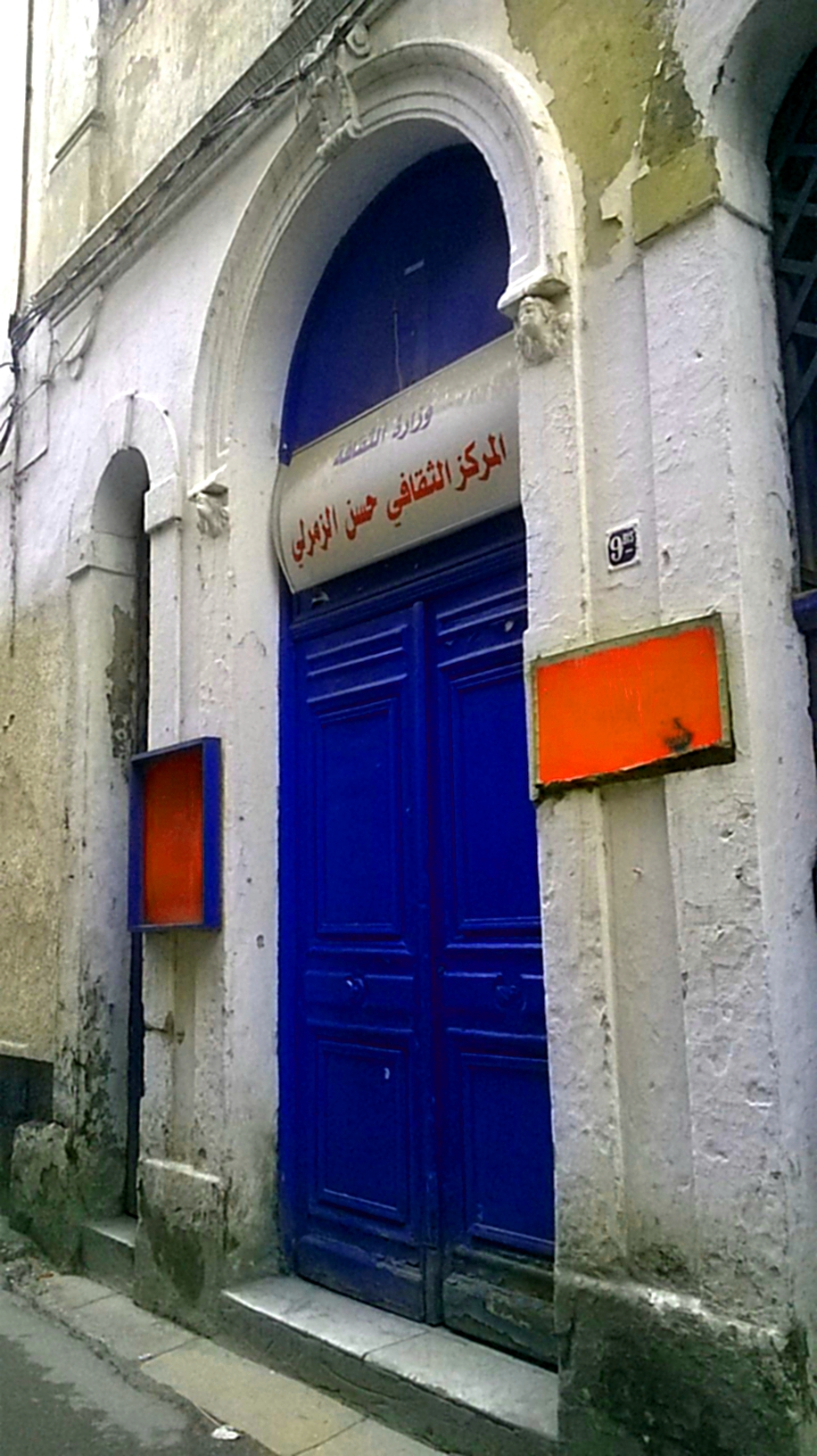
Porte d'entrée du bâtiment.
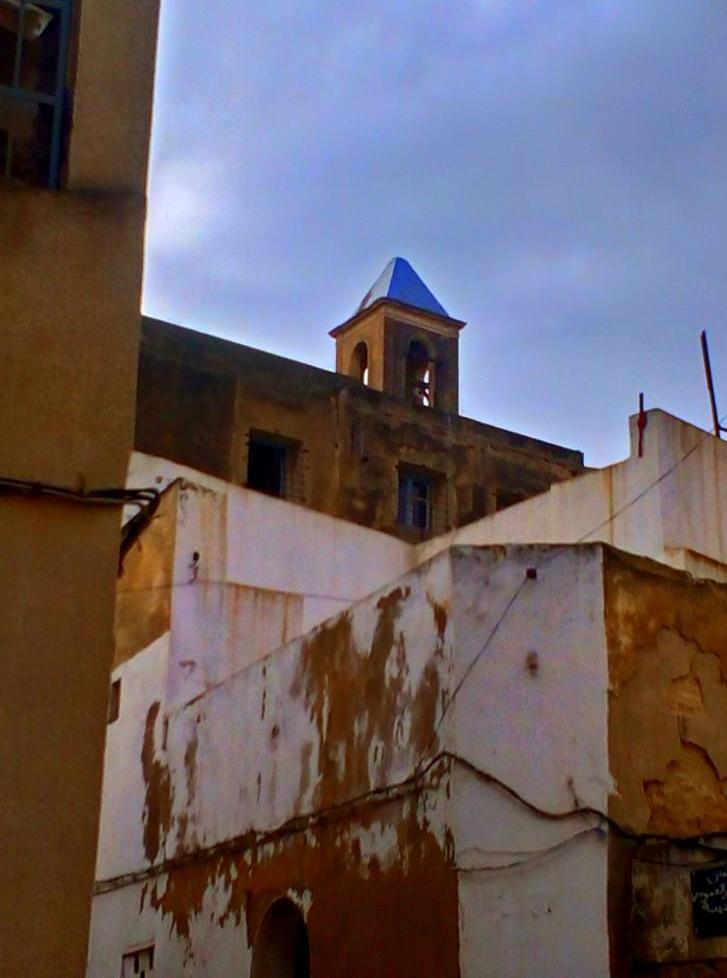
Clocher de l'église.
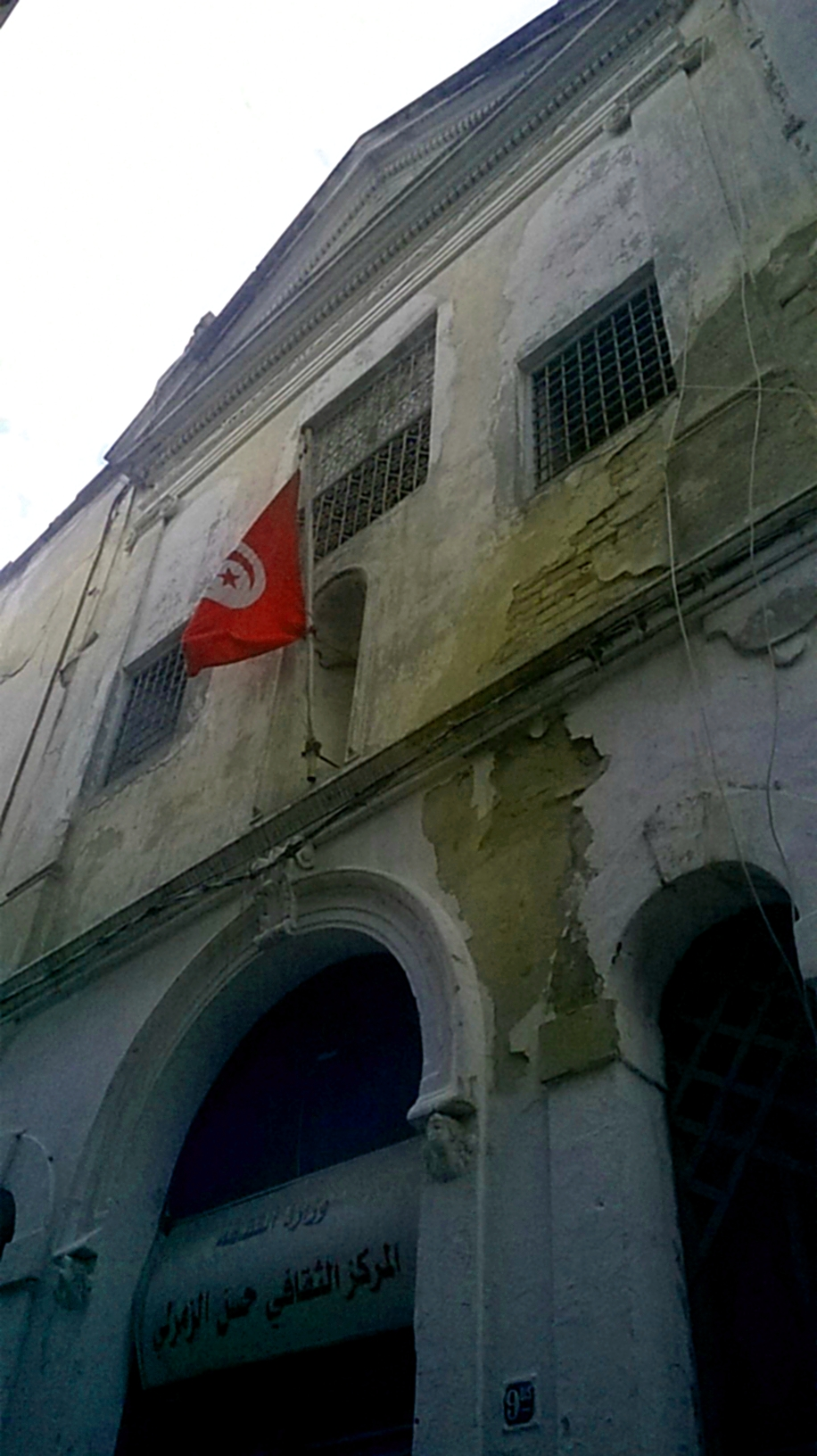
Façade de l'église.
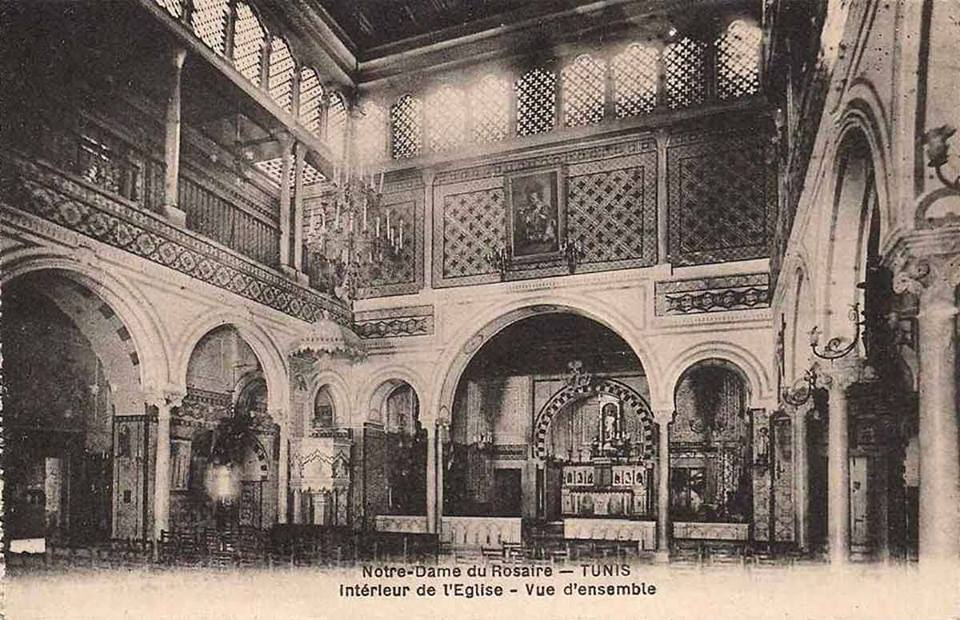
Carte postale ancienne montrant l'intérieur de l'église.